# Grafschaft Coimbra
Die Grafschaft Coimbra war eine temporäre Verwaltungseinheit, die 878 nach der christlichen Eroberung der Stadt Coimbra, aus militärisch-taktischen Überlegungen, zur Grenzverteidigung des Königreiches León gegen die maurischen Milizen während der Reconquista, geschaffen wurde.
Im Jahre 987 ging die Stadt an die Mauren verloren, womit die Verteidigung der Grenzen der weiter nördlich gelegenen Grafschaft Porto zukam.
Zur Grafschaft Coimbra gehörten auch die Orte Viseu, Lamego und Feira.
Endgültig befestigt wurde die Stadt im Jahre 1064 durch die christlichen Truppen des Königs Ferdinand I. von León und Kastilien, dessen Vertrauter Sesnando Davides Regent der Grafschaft wurde.
Die Grafschaft Coimbra wurde später in die im Jahre 1096 restaurierte Grafschaft Portugal (zweite portugiesische Grafschaft) integriert.
Nach der endgültigen Rückeroberung und der Proklamation des Königreichs Portugal 1139, durch Afonso Henriques (Alfons I. (Portugal)) lebten die Mauren weiterhin auf dem Gebiet – nur die kleine politische Elite floh.

## Liste der Grafen von Coimbra
- Hermenegildo Guterres (878-911)
- Arias Mendes (911-924)
- Gonçalo Moniz (928-981)
- Sesnando Davides (1064-1068)